# Babyfon
Ein Babyfon oder Babyphon ist ein Gerät, mit dem Babys und Kleinkinder akustisch überwacht werden. Es besteht in der Regel aus einem Sender, der mit einem Mikrofon die Geräusche im Kinderzimmer aufnimmt und mittels Funktechnik, seltener auch mit eigenem Draht oder Drahtfunk an einen mobilen Empfänger überträgt. Dieser gibt die Geräusche über einen Lautsprecher aus, so dass Eltern oder andere Aufsichtspersonen darauf reagieren können. Geräte, die mit Drahtfunk arbeiten, nutzen für die Übertragung der Signale keine Funkwellen, sondern das Stromnetz als Trägerfrequenzanlage.

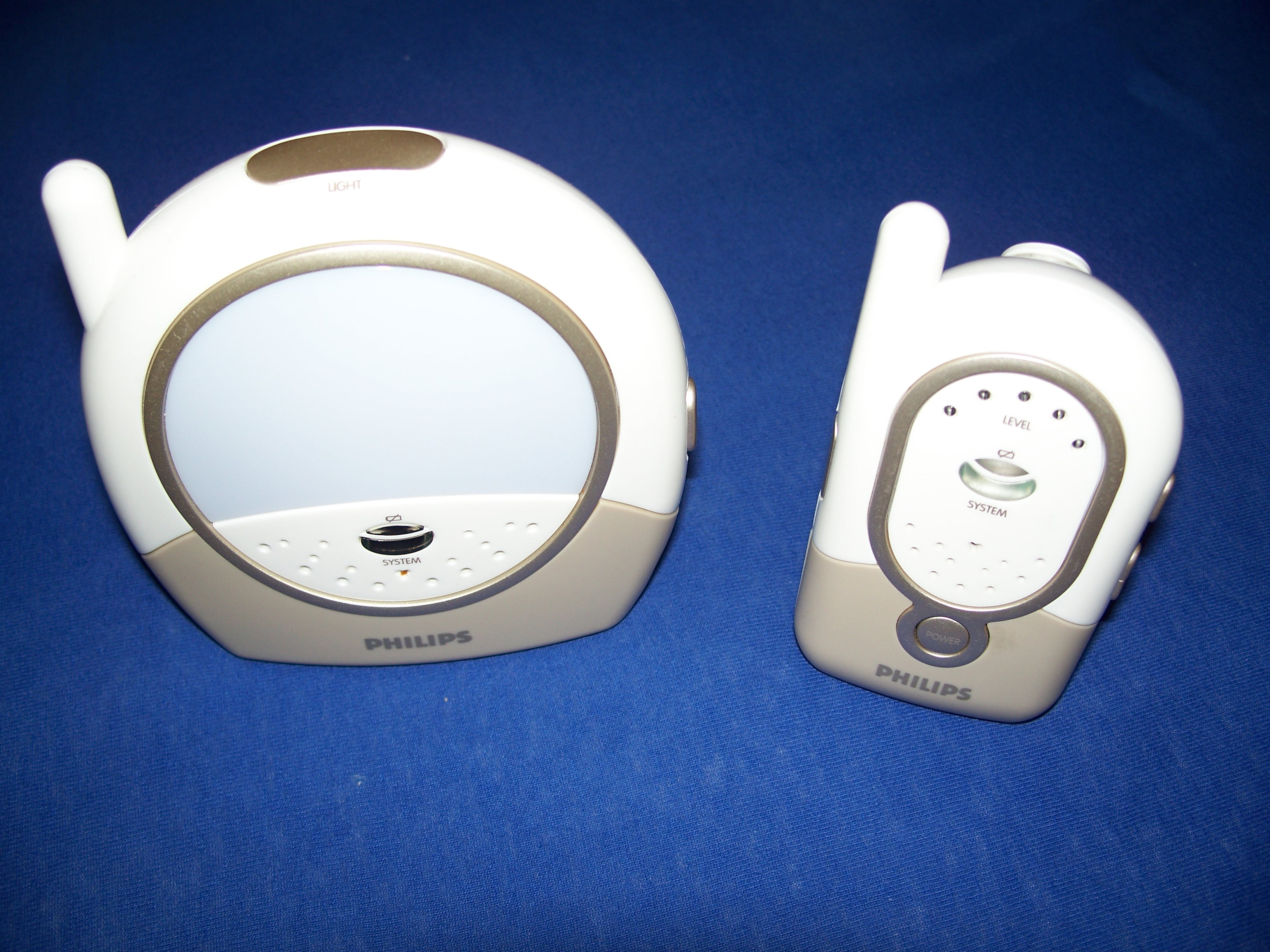
DECT-Babyphon: links Babyeinheit (mit integriertem Nachtlicht), rechts Elterneinheit mit Lautstärke- und Funktionsanzeige

## Anwendung
Hauptanwendungsgebiet ist, von anderen Räumen aus den Schlaf von Babys und Kindern zu überwachen und ihr Weinen sofort zu hören. Damit in Heimen und sonstigen Institutionen eine Nachtwache nicht mehrere Empfänger dauernd überwachen muss, können mehrere Zimmer überwacht und zentral über einen Computer gesteuert werden.
In der Regel zeigen Babyfone die Geräuschintensität im Kinderzimmer auch optisch an, etwa durch eine Reihe von Leuchtdioden. Dies ermöglicht die Überwachung auch in lauter Umgebung, etwa beim Fernsehen oder Musikhören. Auch Eltern mit Hörbehinderung profitieren davon. Für sie gibt es auch Babyfone mit Vibrationsalarm.
Einfache Babyfone sind unidirektional; das heißt, das Gerät am Bett des Kindes sendet, das Elterngerät empfängt. 
Um die Lebensdauer der Batterien zu verlängern und zur Reduktion möglicher Beeinträchtigungen im Rahmen der elektromagnetischen Umweltverträglichkeit senden Babyfone üblicherweise geräuschaktiviert mittels einer Einschaltautomatik. Das Gerät schaltet sich dabei nur bei einem gewissen Geräuschpegel ein. Bei vielen Modellen sorgt ein ständig gesendetes Pilotsignal für reduzierte Störungen und erlaubt es, das Verlassen der Empfangsreichweite zu erkennen.
Eine Verwendung zur Überwachung von schwer pflegebedürftigen Menschen in einer ähnlichen Weise, wie sie bei Babys stattfindet, ist zwar nicht der eigentliche Zweck eines Babyphones, dennoch werden diese gelegentlich hierzu eingesetzt.

## Technische Eigenschaften
Analog funkende Babyphone haben nur wenige mögliche Kanäle (1 bis 8) und können sich daher mit anderen Geräten stören sowie von außen abgehört werden, da sie unverschlüsselt sind. Häufig empfängt man auch die Signale der Nachbarn. Die Tonqualität ist teilweise sehr schlecht.
Digital funkende Babyfone auf der Basis von DECT-Technologie (wie digitale Schnurlostelefone) haben eine sehr gute Tonqualität und sind weitgehend störungs- bzw. abhörsicher. 
Manche Babyphone erlauben eine bidirektionale Nutzung, also das Sprechen mit dem Baby. Auch Babyfone mit Kamera sind erhältlich, der Empfangsteil hat dann entweder einen kleinen Bildschirm oder kann an das TV-Gerät angeschlossen werden.
Mittlerweile sind umgebaute PMR-Funkgeräte mit Babyfonfunktion erhältlich. Diese haben einerseits eine sehr gute Reichweite (im Kilometerbereich) und sind andererseits vollwertige Funkgeräte, die eine alternative Nutzung als Walkie-Talkie erlauben. Die Verbindung kann durch einen Tastendruck am Elterngerät getestet werden. Ein Pilotton erübrigt sich dadurch, wird aber dennoch gelegentlich zur verbesserten Störungssicherheit eingesetzt.
Speziell für Kinder, bei denen ein besonderes Risiko für den Plötzlichen Kindstod vorliegt, gibt es auch Babyfone mit Bewegungssensor, die bei fehlenden Atembewegungen Alarm schlagen. Verschiedene epidemiologische Untersuchungen konnten aber keinerlei Beweis erbringen, dass sich die Häufigkeit des plötzlichen Kindstods durch Überwachungsmaßnahmen beeinflussen lässt. Daher gibt die Amerikanische Akademie für Pädiatrie auch die klare Empfehlung, dass Herz-Atem-Monitore nicht zur Vorbeugung gegen plötzlichen Kindstod verordnet werden sollen.